# 김희갑 구타 사건
김희갑 구타 사건 또는 합죽이 구타 사건은 제1공화국 말기 평화극장 사장이었던 임화수가 김희갑을 폭행하여 전치를 입힌 사건이다.

## 개요
당시는 대한민국 제4대 국회의원 선거 때로 정치행사에 참여하라는 임화수와 동대문상인연합회의 요구를 김희갑이 거절하자 임화수가 김희갑을 폭행하여 전치 4주라는 큰 부상을 입혔다. 이 사건으로 기자들이 벌떼처럼 일어나 기사를 싣음으로서 사건은 유명해지기 시작했으며 한 신문사는 이 사건을 일주일 넘게 싣기도 했다. 임화수는 결국 구속되어 3만환의 벌금을 받고 사건은 종결되었다.